# Slipgate Ironworks
Slipgate Ironworks ApS (ранее Interceptor Entertainment ApS и Slipgate Studios ApS) — датский разработчик видеоигр из Ольборга, основанный в 2010 году Фредериком Шрайбером.

## История
Interceptor Entertainment была основана в 2010 году управляющим директором Фредериком Шрайбером, в то время располагаясь в Хернинге. Первым проектом компании был Duke Nukem 3D: Reloaded, фанатский ремейк Duke Nukem 3D, анонсированный в октябре 2010 года, но отложенный в сентябре 2011 года. В феврале 2014 года Interceptor анонсировала новую игру под названием Duke Nukem: Mass Destruction. В ответ Gearbox Software, владельцы торговой марки Duke Nukem, подали иск против компании. К маю название игры было изменено на Bombshell. В марте 2014 года совладелец Interceptor SDN Invest приобрел 3D Realms.
В сентябре 2016 года Interceptor и 3D Realms анонсировали Rad Rodgers, платформенную игру, работающую на Unreal Engine 4, с главным героем и его ожившим другом Дасти (озвучивает Джон Сент-Джон). Студия запустила краудфандинговую кампанию на Kickstarter с целью собрать 50 000$, собрав в общей сложности 81 861$ в течение 30 дней. В марте 2017 года Interceptor объявила о реструктуризации, ожидая получить новое название в течение следующих месяцев. Студия переименовалась в Slipgate Studios и продала интеллектуальную собственность по игре Rad Rodgers THQ Nordic. Чтобы избежать путаницы с одноименной компанией, находившеюся в Лас-Вегасе, в марте 2019 года Slipgate Studios сменила свое название на Slipgate Ironworks, название несуществующей компании, которой ранее управлял Джон Ромеро.
В августе 2021 года Embracer Group объявила о приобретении Slipgate Ironworks через Saber Interactive, которая станет материнской компанией.
В декабре 2023 года появились сообщения об увольнений по крайней мере половины сотрудников 3D Realms и Slipgate Ironwork в результате реструктуризации испытывающей финансовые проблемы Embracer Group. В январе 2024 года увольнения продолжились. В марте 2024 года материнская компания Saber Interactive была продана Beacon Interactive, новой компании, учреждённой сооснователем Saber Мэттью Кархом. Множество студий, включая Slipgate, также вошли в сделку.

## Разработанные игры
| Год  | Название            | Платформа                                                                         | Примечания                             |
| ---- | ------------------- | --------------------------------------------------------------------------------- | -------------------------------------- |
| 2013 | Rise of the Triad   | Windows                                                                           |                                        |
| 2016 | Bombshell           | Windows                                                                           |                                        |
| 2018 | Rad Rodgers         | PlayStation 4, Windows, Xbox One                                                  |                                        |
| 2019 | Ancestors Legacy    | PlayStation 4, Xbox One                                                           | разработка порта                       |
| 2020 | Daymare: 1998       | PlayStation 4, Xbox One                                                           | разработка порта                       |
| 2020 | Ghostrunner         | Nintendo Switch, PlayStation 4, Windows, Xbox One                                 | совместная разработка с One More Level |
| 2020 | Metamorphosis       | Nintendo Switch, PlayStation 4, Xbox One                                          | разработка порта                       |
| 2020 | Paradise Lost       | Nintendo Switch, PlayStation 4, Xbox One                                          | разработка порта                       |
| 2022 | Of Bird and Cage    | Nintendo Switch, PlayStation 4, Xbox One                                          | разработка порта                       |
| 2023 | Kingpin: Reloaded   | Windows                                                                           | ремастер Kingpin: Life of Crime        |
| 2024 | Graven              | Nintendo Switch, PlayStation 4, PlayStation 5, Windows, Xbox One, Xbox Series X/S |                                        |
| 2024 | Phantom Fury        | Windows, Nintendo Switch, PlayStation 5, Xbox Series X/S                          |                                        |
| 2024 | Wrath: Aeon of Ruin | Nintendo Switch, PlayStation 4, Xbox One                                          | разработка порта                       |
| 2024 | Core Decay          | Windows                                                                           | совместная разработка с Ivar Hill      |
| 2025 | Tempest Rising      | Windows                                                                           | совместная разработка с 2B Games       |
| TBA  | Warpaws             | Nintendo Switch, PlayStation 5, Windows, Xbox Series X/S                          | совместная разработка с 2B Games       |